# Iwko Ganczew
Iwko Ganczew Iwanow (ur. 21 lipca 1965 roku w Starej Zagorze), bułgarski piłkarz, grający na pozycji bramkarza, oraz trener piłkarski.
Jest wychowankiem Beroe Starej Zagory, z którym już w pierwszym sezonie spędzonym w dorosłej kadrze zdobył mistrzostwo kraju. W kolejnych latach zespół kończył rozgrywki w środku tabeli. Na początku sezonu 1990–1991 Ganczew przeszedł do Slawii Sofia, gdzie rywalizował o miejsce w składzie z Antonim Ananiewem. Po dwu latach obaj odeszli z klubu: Ananiew do Łokomotiwu Sofia, a Ganczew wyjechał do Turcji, gdzie przez kolejnych siedem lat bronił barw Bursasporu. Najlepszym wynikiem z tego okresu było piąte miejsce na koniec rozgrywek 1996–1997. Ganczew był jednym z pierwszych Bułgarów, którzy w ciągu kolejnych lat masowo przenosili się do tego klubu; wraz z nim w sezonie 1997–1998 występowało ich trzech (Radostin Kisziszew, Kostadin Widołow i Ilian Iliew), a w późniejszych latach jego następcą w bramce został Dimityr Iwankow. W wieku trzydziestu pięciu lat Ganczew zakończył piłkarską karierę, w Çaykurze Rizespor.
W reprezentacji Bułgarii rozegrał dwa mecze; pierwszy podczas ostatniego spotkania za selekcjonerskiej kadencji Krasimira Borisowa (w '85 minucie towarzyskiego meczu z Brazylią 0:3 zmienił Płamena Nikołowa), a ostatni na początku 1995 roku (w '46 minucie towarzyskiego meczu z Argentyną 1:4 zmienił Dimityra Popowa i przepuścił dwa gole).
Po zakończeniu piłkarskiej kariery rozpoczął pracę szkoleniową. Pracował w sztabach szkoleniowych Bursasporu i Beroe Stara Zagora. Od stycznia 2005 do czerwca 2006 roku był selekcjonerem młodzieżowej reprezentacji Bułgarii; nie udało mu się jej wprowadzić do mistrzostw Europy 2006.

## Sukcesy piłkarskie
- mistrzostwo Bułgarii 1986 z Beroe Stara Zagora
- III miejsce w lidze w sezonie 1990–1991 ze Slawią Sofia